# 13993 Клеменсзіммер
13993 Клеменсзіммер (13993 Clemenssimmer) — астероїд головного поясу, відкритий 17 березня 1993 року.
Тіссеранів параметр щодо Юпітера — 3,561.